# Harrijärvi (sjö i Enontekis, Lappland)
Harrijärvi är en sjö i kommunen Enontekis i landskapet Lappland i Finland. Sjön ligger 582,4 meter över havet. Arean är 56 hektar och strandlinjen är 3,84 kilometer lång. Sjön  ingår i Torne älvs huvudavrinningsområde.   Den ligger omkring 320 kilometer nordväst om Rovaniemi och omkring 980 kilometer norr om Helsingfors. 
Sydväst om Harrijärvi ligger Suppivuoma. 